# Norbert Berényi
Norbert Berényi (né le 28 avril 1976 en Hongrie) est un joueur hongrois de hockey sur glace qui évolue au poste de gardien de but.

## Carrière en club
Il ne quitte jamais son club formateur : le Dunaferr SE Dunaújváros. De 1994 à 2001, il est le gardien de cette équipe, tant en championnat de Hongrie qu'en Interliga.
À l'occasion des Championnats du monde 2001, il garde les buts de l'équipe nationale et il est l'un des principaux artisans de la victoire des Hongrois sur la France.
À l'issue de cette compétition et alors qu'il n'est âgé que de 25 ans, Berenyi décide de prendre sa retraite après 3 titres nationaux.

## Clubs successifs
- Dunaferr SE Dunaújváros : jusqu'en 2001.

## Palmarès
- 1992-1993 :
  - Vice-champion d'Europe du Groupe B des moins de 18 ans
  - 3e du championnat du Monde du Groupe C des moins de 20 ans

- 1993-1994 :
  - Vice-champion d'Europe du Groupe B des moins de 18 ans

- 1994-1995 :
  - Vice-champion du Monde du Groupe C des moins de 20 ans

- 1995-1996 :
  -  Champion de Hongrie

- 1997-1998 :
  -  Champion de Hongrie

- 1999-2000 :
  -  Champion de Hongrie
  - Champion du Monde du Groupe C

- 2000-2001 :
  - 4e du championnat du Monde Division 1, Groupe A.

### Trophées et honneurs personnels
- 1996-1997 :
  - Meilleur gardien du championnat de Hongrie

- 1997-1998 :
  - Meilleur gardien du championnat de Hongrie

- 1999-2000 :
  - Meilleur gardien du championnat de Hongrie

- 2000-2001 :
  - Élu gardien de la seconde équipe-type des championnats du Monde

## Statistiques
Pour les significations des abréviations, voir Statistiques du hockey sur glace.
| Saison  | Equipe                  | Ligue     | PJ | V | N | D | MIN | BC | TIRS | BL | MOY  | %ARR |
| ------- | ----------------------- | --------- | -- | - | - | - | --- | -- | ---- | -- | ---- | ---- |
| 1994-95 | Dunaferr SE Dunaújváros | Hon-1     | -  | - | - | - | -   | -  | -    | -  | -    | -    |
| 1995-96 | Dunaferr SE Dunaújváros | Hon-1     | -  | - | - | - | -   | -  | -    | -  | -    | -    |
| 1996-97 | Dunaferr SE Dunaújváros | Hon-1     | -  | - | - | - | -   | -  | -    | -  | -    | -    |
| 1997-98 | Dunaferr SE Dunaújváros | Hon-1     | 20 | - | - | - | -   | -  | -    | -  | -    | -    |
| 1998-99 | Dunaferr SE Dunaújváros | Hon-1     | 30 | - | - | - | -   | -  | -    | -  | -    | -    |
| 1999-00 | Dunaferr SE Dunaújváros | Hon-1     | 28 | - | - | - | -   | -  | -    | -  | -    | -    |
| 1999-00 | Dunaferr SE Dunaújváros | Interliga | 27 | - | - | - | -   | -  | -    | -  | -    | -    |
| 2000-01 | Dunaferr SE Dunaújváros | Hon-1     | 20 | - | - | - | -   | -  | -    | -  | -    | -    |
| 2000-01 | Dunaferr SE Dunaújváros | Interliga | 14 | - | - | - | -   | -  | -    | -  | 3.00 | 82.5 |

## Carrière internationale
| Saison | Catégorie | Division | PJ | B | A | PTS | MOY  | %ARR |
| ------ | --------- | -------- | -- | - | - | --- | ---- | ---- |
| 1993   | U18       | Eur.B    | 7  | 0 | 0 | 0   | 1.63 |      |
| 1993   | U20       | C        | 3  | 0 | 0 | 0   | 3.20 | 81.4 |
| 1994   | U18       | Eur.B    | 5  | 0 | 0 | 0   | 1.95 |      |
| 1994   | U20       | C        | 4  | 0 | 0 | 0   | 0.68 |      |
| 1995   | U20       | C        | 4  | 0 | 0 | 0   | 3.00 |      |
| 1995   | Mondial   | C        | 4  | 0 | 0 | 0   | 4.59 |      |
| 1996   | Mondial   | C        | 7  | 0 | 0 | 0   | 3.13 | 90.2 |
| 2000   | Mondial   | C        | 4  | 0 | 0 | 0   | 1.59 | 88.1 |
| 2001   | Mondial   | D1       | 5  | 0 | 0 | 0   | 3.22 | 89.6 |